# Hektor Dule
Hektor Dule (ur. 3 stycznia 1939 w Përmecie) – albański rzeźbiarz.

## Życiorys
Był synem Qaniego i Fiqrete. Ukończył liceum artystyczne Jordan Misja w Tiranie. W latach 1957–1961 studiował rzeźbę w Akademii Sztuk Pięknych w Pradze. Po powrocie do kraju w latach 1961-1967 pracował w przedsiębiorstwie Migjeni, zajmując się projektowaniem ceramiki. Od 1974 wykładowca w Instytucie Sztuk w Tiranie. W 1978 zeznawał w śledztwie przeciwko Maksowi Velo, potwierdzając zarzuty, że Velo tworzył w duchu dekadenckim, niezgodnym z zasadami realizmu socjalistycznego.

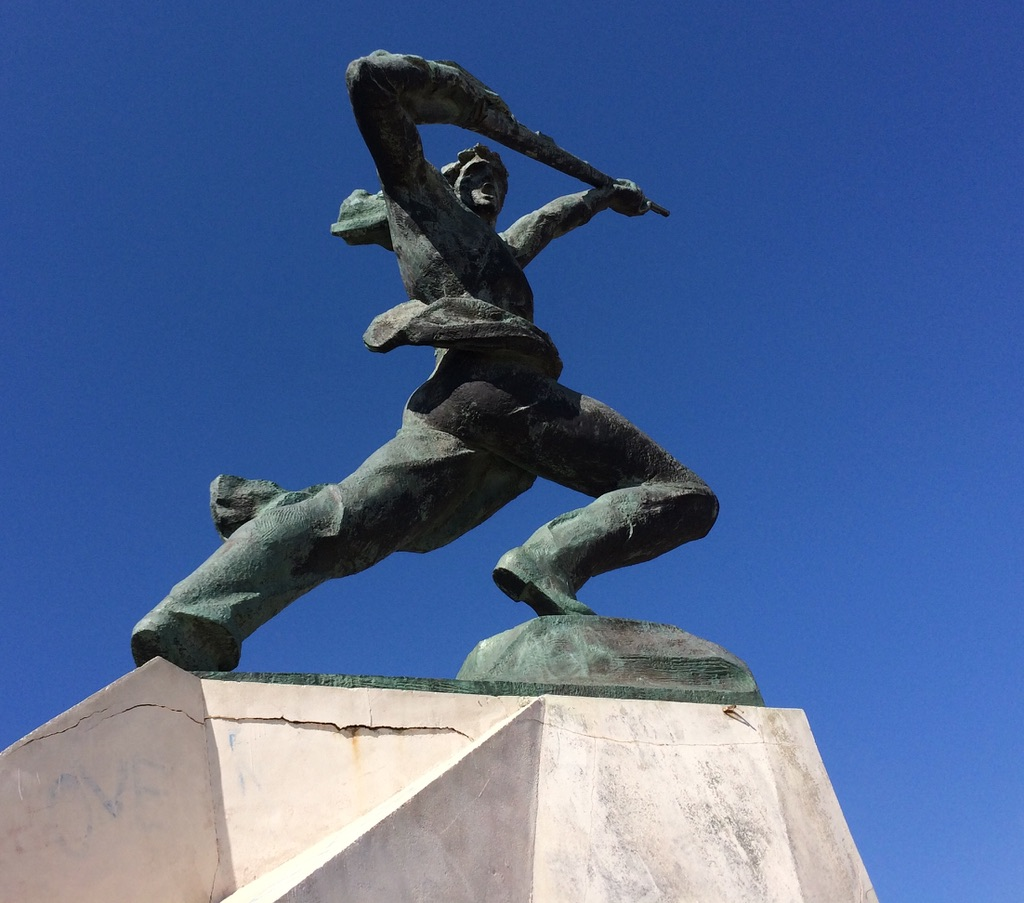
Pomnik partyzanta w Durrësie

## Twórczość
W dorobku artysty dominują rzeźby w konwencji socrealistycznej, w większości odnoszące się do historii Albanii i scen z życia robotników przemysłowych. Większość jego monumentalnych rzeźb, w tym Metalurg (wykonany wspólnie z Kristaqem Ramą), a także pomnik bitwy pod Mushqetą (wzniesiony w 1968 przy drodze Tirana-Elbasan) zostało zniszczonych, nie zachowały się także w zbiorach Galerii Narodowej w Tiranie. W parku nad Jeziorem Tirańskim zachował się wykonany przez Hektora Dule pomnik kobiety podającej wodę partyzantowi, a w centrum Durrësu pomnik walczącego partyzanta (wspólne dzieło Hektora Dule i Fuata Dushku).